# Shigeyoshi Suzuki
Shigeyoshi Suzuki, född 13 oktober 1902 i Fukushima prefektur, död 20 december 1971, var en japansk fotbollsspelare.